# Yasy Cañy
Yasy Cañy es un distrito situado en el departamento de Canindeyú, al noreste de la Región Oriental de la República del Paraguay.

## Toponimia
Los pobladores locales conocen tres versiones históricas relacionadas al nombre del Distrito que se describen a continuación.
1. En aquellos tiempos cuando se inició el proceso de colonización de la zona en el año 1966, donde se comenzaron a abrir los senderos que posteriormente se convirtieron en los principales caminos de acceso, uno de los trabajadores encargado de la topadora le consulto a su jefe utilizando la lengua Guaraní el horario en el que dejarían de trabajar a lo que el mismo le contestó en la misma lengua “Yasy o Kañy meve”, de donde surge el nombre Yasy Cañy.
2. Otra historia cuenta que fueron los mariscadores o cazadores, quienes habían venido de lugares alejados en busca de animales silvestre que abundaban en los bosques de la zona, los que se inspiraron para poner el nombre de Yasy Cañy.
3. La tercera historia cuenta que la creación de este nombre se le atribuye a la inspiración de los hermanos Indígenas. Los pobladores cuentan que una de las hijas del cacique se llamaba Yasy, y cuando esta se hizo adolescente se escapó del rancho, y todos esos días la tribu murmuraba “Okañy la Yasy” de allí nace el nombre del Distrito Yasy Cañy.

## Historia
El Distrito de Yasy Cañy obtuvo su distritación en fecha 1 de noviembre de 2002 con ley 2005/02, siendo el primer intendente Julio Cesar Alfonzo Encina (Lulo) que asumió en el mes de diciembre del 2003, luego asumió el Sr. Reginaldo Vera, el tercer intendente fue Luis Alberto Macoritto Caje, el cuarto intentendente fue Blasido Villalba, actualmente el Intendente es Isaac Fernando Diaz Ruiz Díaz.

## Geografía

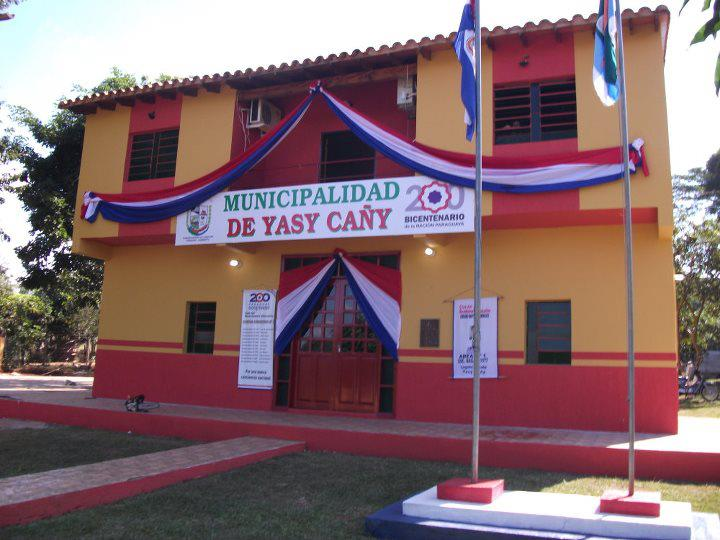
Municipalidad de Yasy Cañy

El departamento de Canindeyú posee una rica flora y está rodeada de las serranías del Mbaracayú, cuya altura media es de 400 m s. n. m. . Es posible apreciar la biodiversidad del Bosque Atlántico. Yasy Cañy se halla situada en una zona regada por importantes ríos y arroyos que fluyen y son afluentes del río Paraguay, entre los más importantes son el río Curuguatyy y el río Corriente, además de imponentes y cristalinos arroyos como el arroyo Kaay, Mbatay y otros, que rodean a la ciudad formando hermosos paisajes naturales en sus cuencas con aguas claras y cristalinas que fluye sobre la zona.

### Clima
La temperatura máxima en verano llega a los 40 °C. La mínima en invierno, es de 0 °C. La media en el departamento es de 21 °C. Las precipitaciones son muy frecuentes y abundantes.

## Demografía
Según datos oficiales del censo paraguayo de 2022, el distrito cuenta con 20 399 habitantes.

## Economía
Los pobladores de Yasy Cañy se dedican a las plantaciones de cultivos como los de soja, trigo, girasol, sésamo, mandioca, algodón, y ganadería (cría de ganados bovinos y animales menores) y especialmente a la explotación de madera y Yerba mate, además de comercio en general.